# Томас Кормен
Томас Г. Кормен — співавтор книги Вступ до алгоритмів, разом із Чарльзом Лейзерсоном, Рональдом Рівестом і Кліффордом Штайном. У 2013, він опублікував нову книгу Алгоритми доступно. Працює професором інформатики у Дартмутському коледжі, колишній голова кафедри інформатики цього коледжу. Між 2004 і 2008 роками він керував програмою Дартмутського коледжу з письма та риторики (англ. Dartmouth College Writing and Rhetoric Program). Коло його досліджень включає створення алгоритмів, паралельні обчислення, пришвидшення обчислень з високою затримкою.